# La Peroja (parroquia)
La Peroja (llamada oficialmente San Xes da Peroxa) es una parroquia del municipio español de La Peroja, en la provincia de Orense, Galicia.

## Toponimia
La parroquia también es conocida por los nombres de San Ginés de La Peroja y San Ginés da Peroxa.

## Organización territorial
La parroquia está formada por once entidades de población, constando diez de ellas en el nomenclátor del Instituto Nacional de Estadística español:

### Entidades de población
Entidades de población que forman parte de la parroquia:
- Abertesga
- Casundila
- Costadacabra (Costa da Cabra)
- Freire
- Lajas (Laxas)
- Morcegueira (A Morcegueira)
- Outeiriños
- Redondelle
- Val (O Val)
- Vilar

### Despoblado
Despoblado que forma parte de la parroquia:
- San Ginés (San Xes)

## Demografía
| Gráfica de evolución demográfica de La Peroja entre 2000 y 2023 |
|                                                                 |
| Datos según el nomenclátor publicado por el INE.                |